# Kia EV6
Kia EV6 — среднеразмерный электромобиль-кроссовер, выпускаемый южнокорейской корпорацией Kia Motors с марта 2021 года. Модель базирована на платформе E-GMP. В 2022 году модель получила премию Европейский автомобиль года.

## Описание
Автомобиль Kia EV6 впервые был представлен 2 августа 2021 года. Это первая модель, базированная на платформе E-GMP.
До 100 км/ч модель разгоняется за 3,5 сек.

### EV6 GT
С 4 октября 2022 года производится также спортивный вариант EV6 GT. 

### Рестайлинг
Обновленный EV6 был представлен 14 мая 2024 года. Изменения включают в себя новые угловатые светодиодные фары и дневные ходовые огни, переработанную переднюю панель, новый дизайн легкосплавных дисков, обновленный интерьер с измененным изогнутым панорамным экраном, новое рулевое колесо, новую систему аутентификации по отпечаткам пальцев, которая позволяет зарегистрированным водителям включать электрооборудование без ключа, обновленные технологические функции и новый аккумулятор на 84 кВт·ч, заменивший 77,4 кВт·ч.

## Галерея

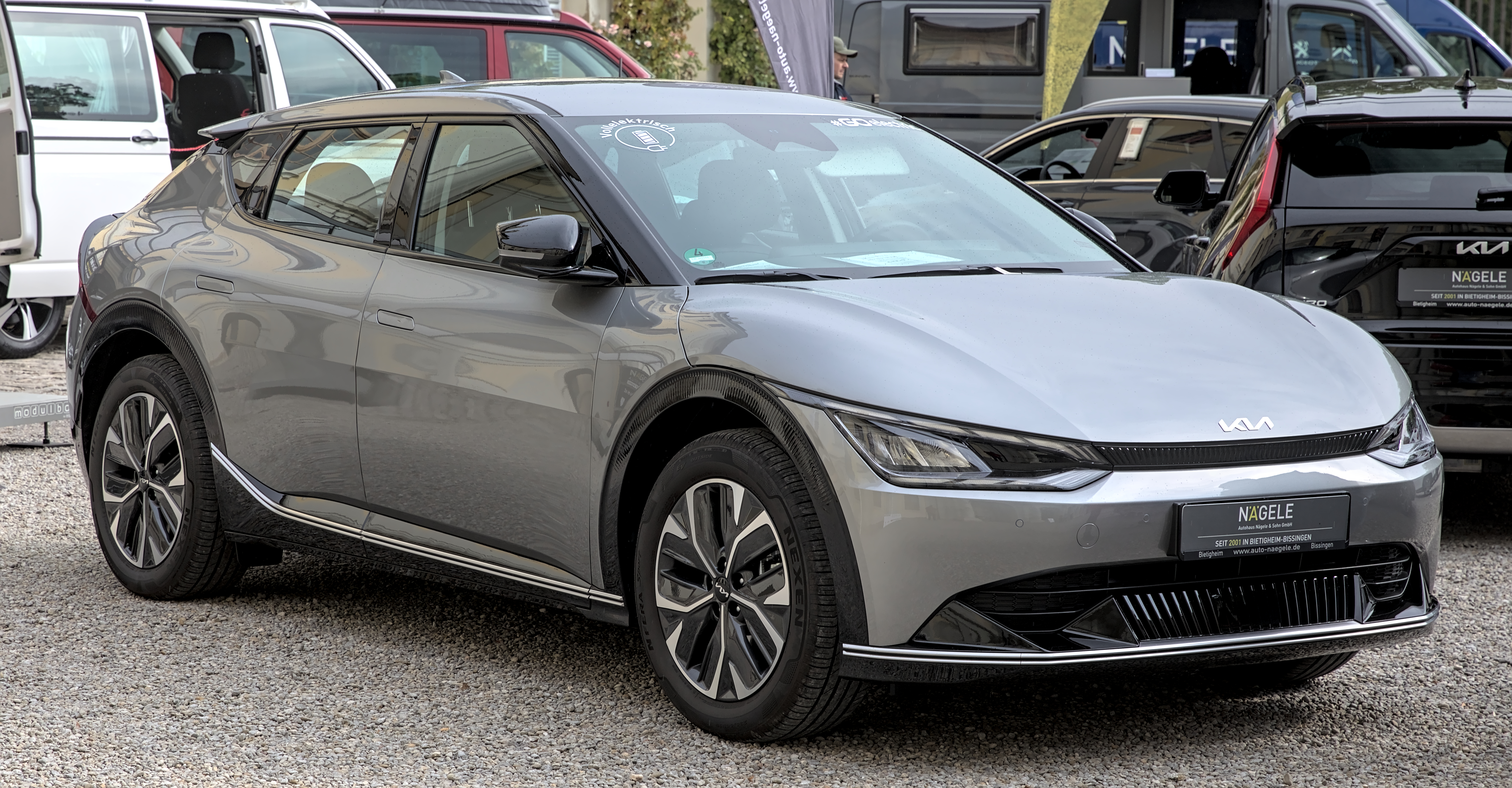
Kia EV6 Air Long Range
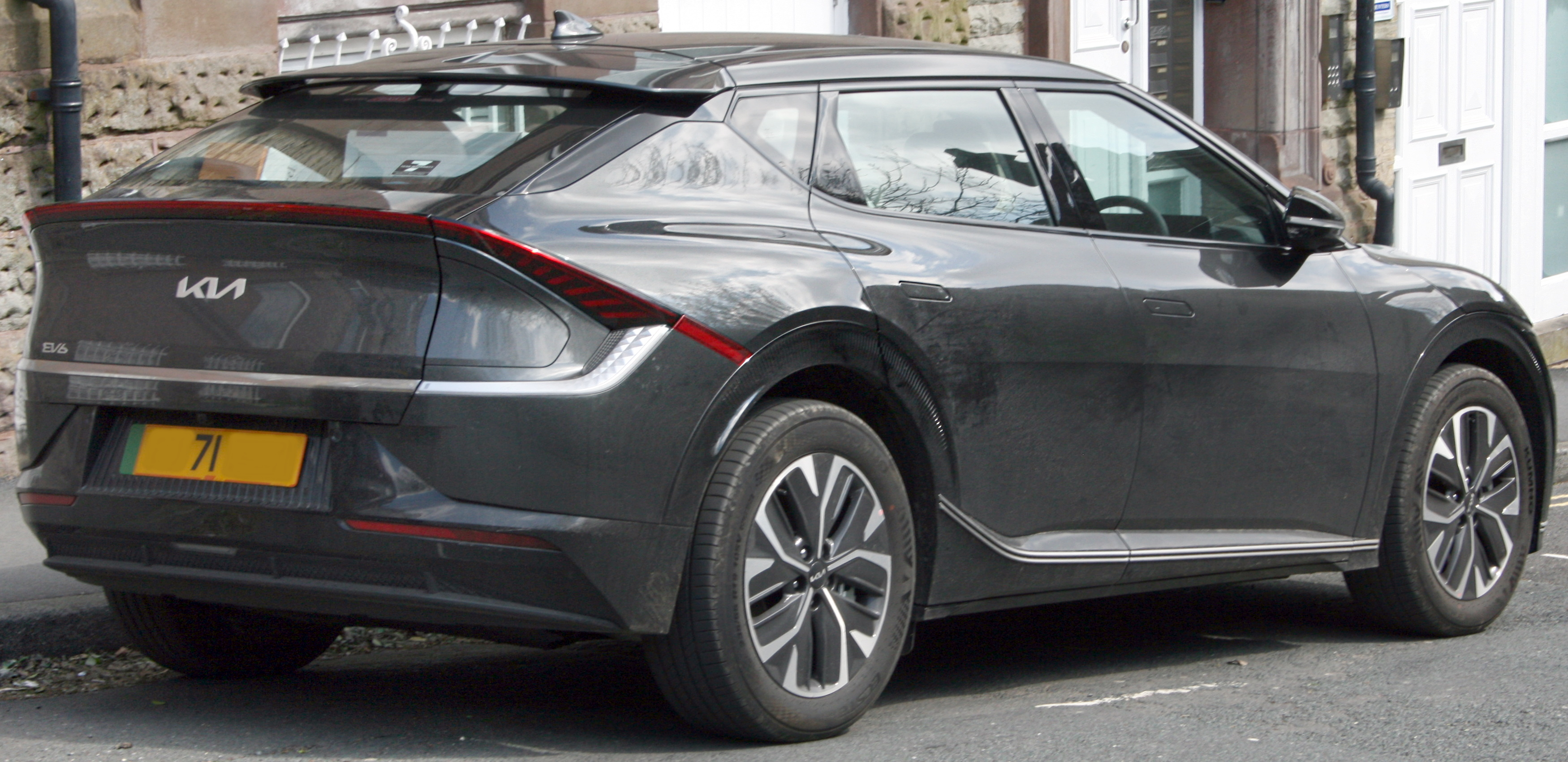
Kia EV6 Air Long Range
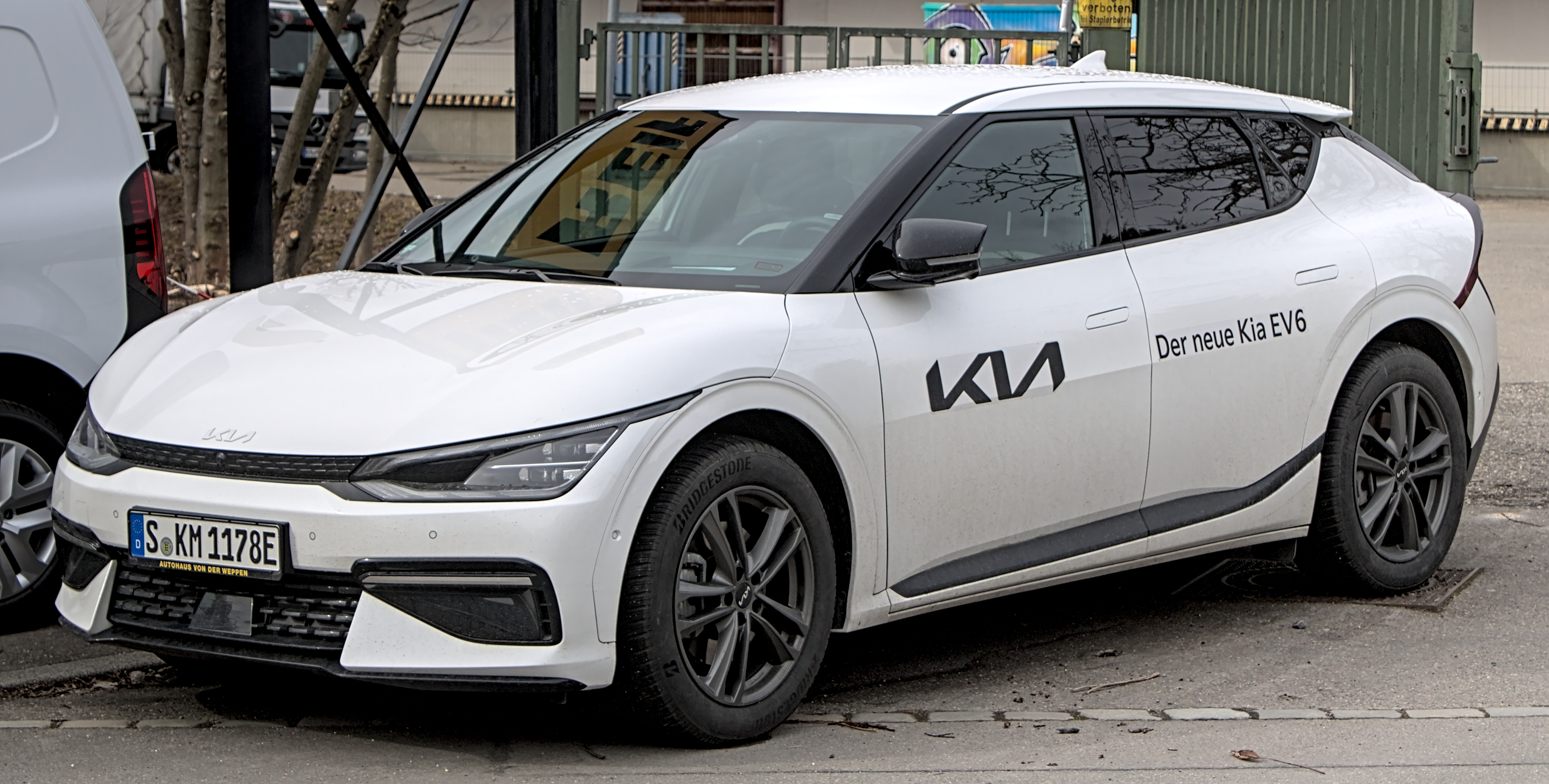
Kia EV6 GT Line
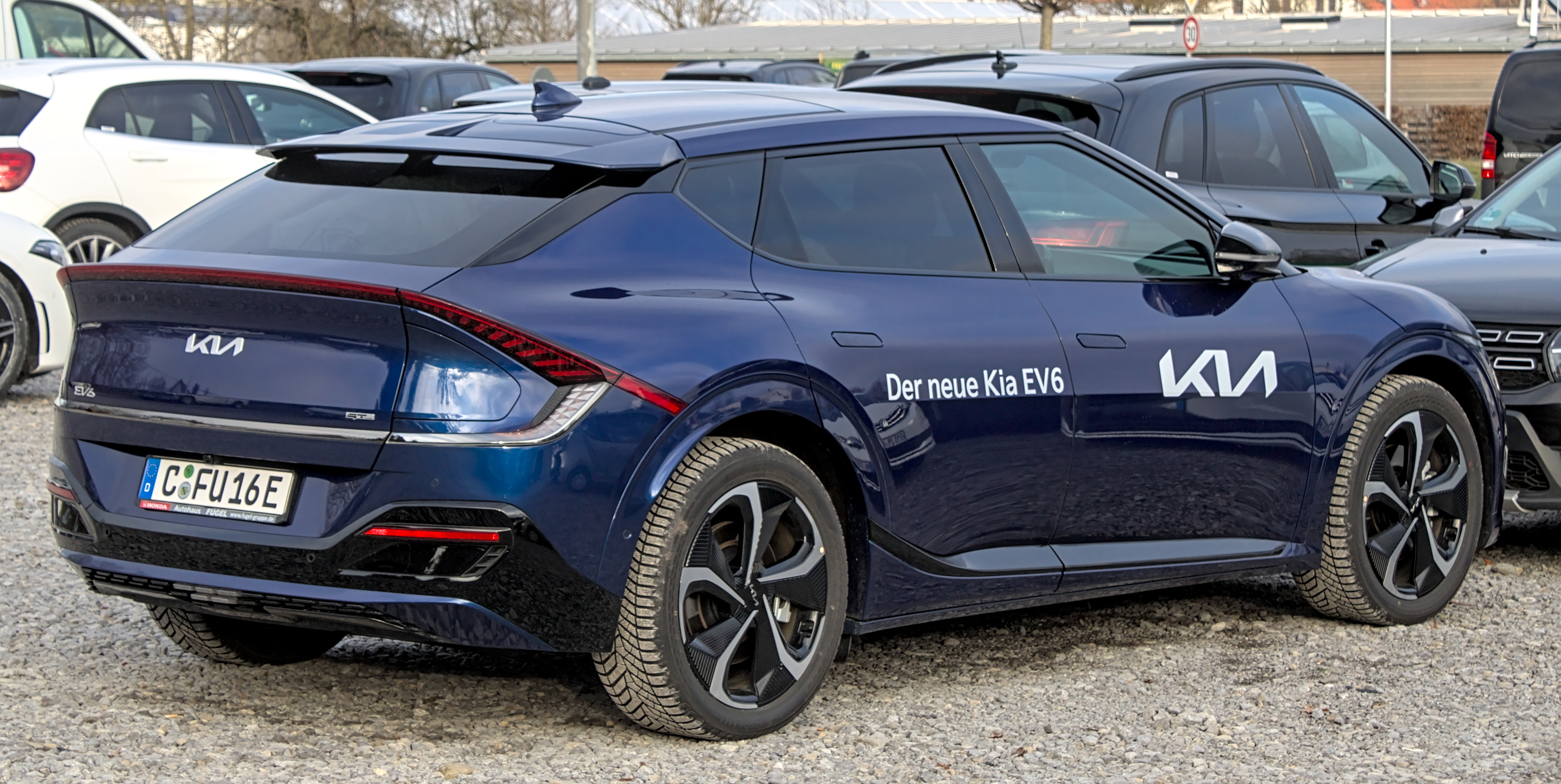
Kia EV6 GT Line
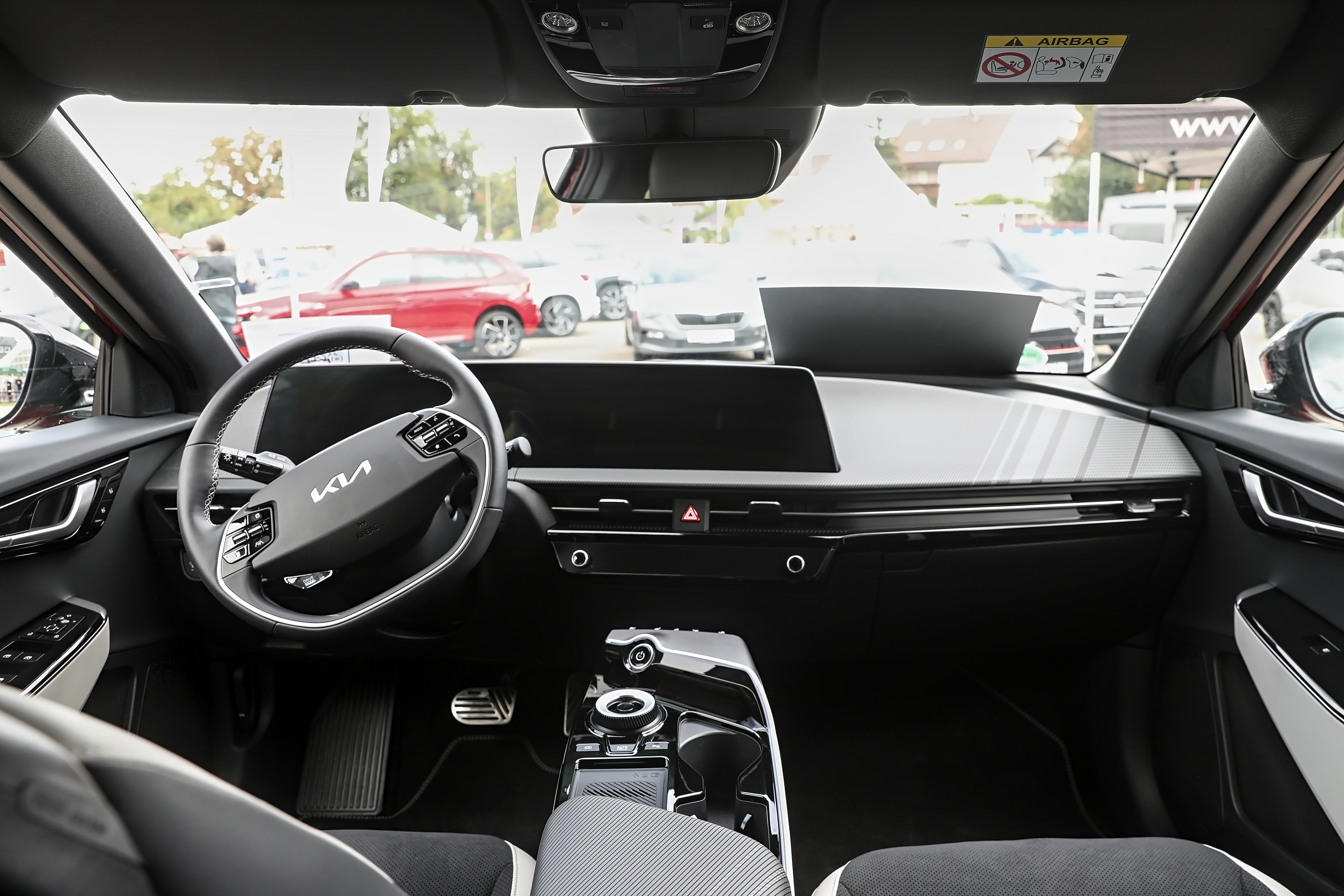
Место водителя
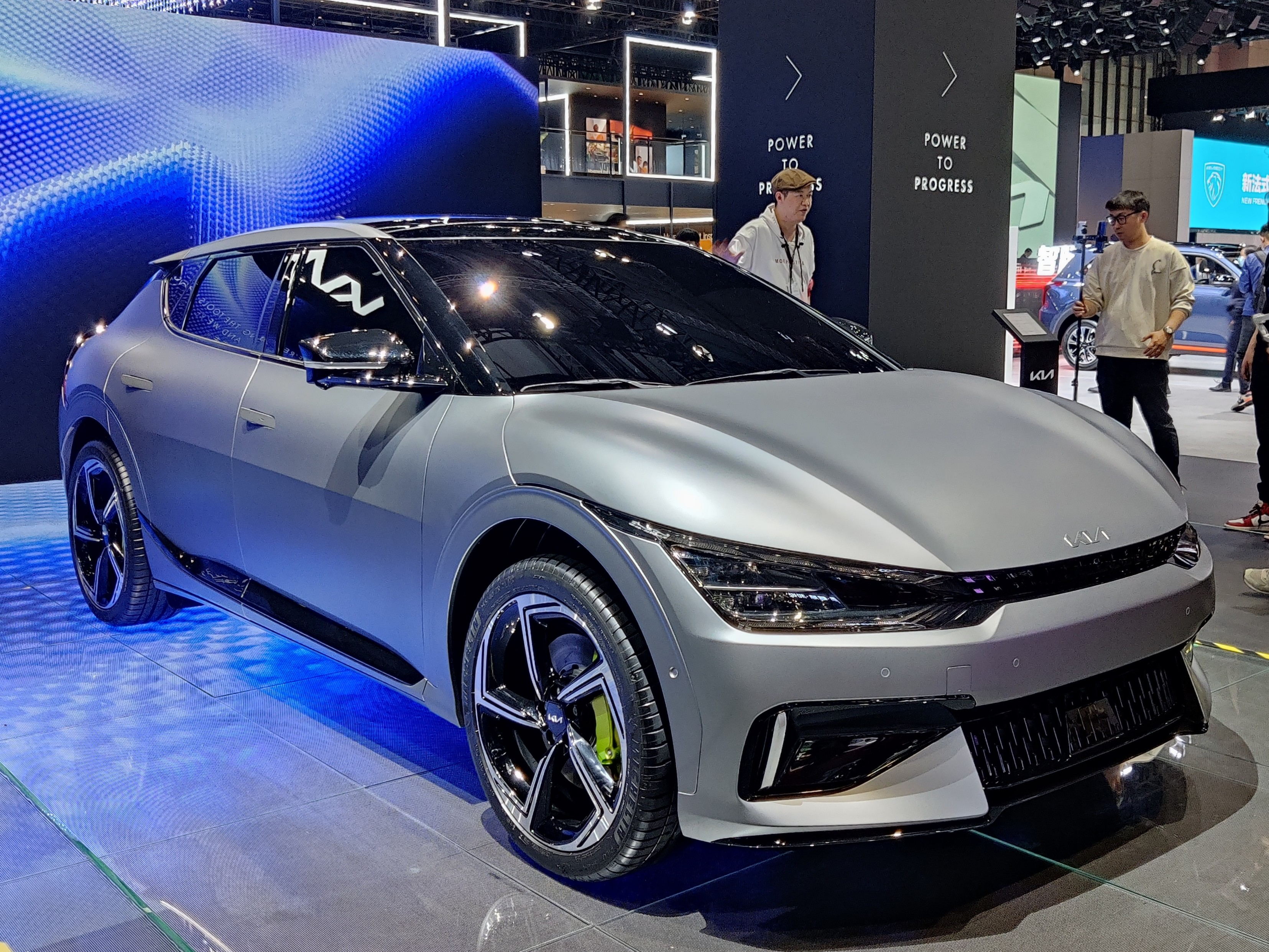
Kia EV6 GT
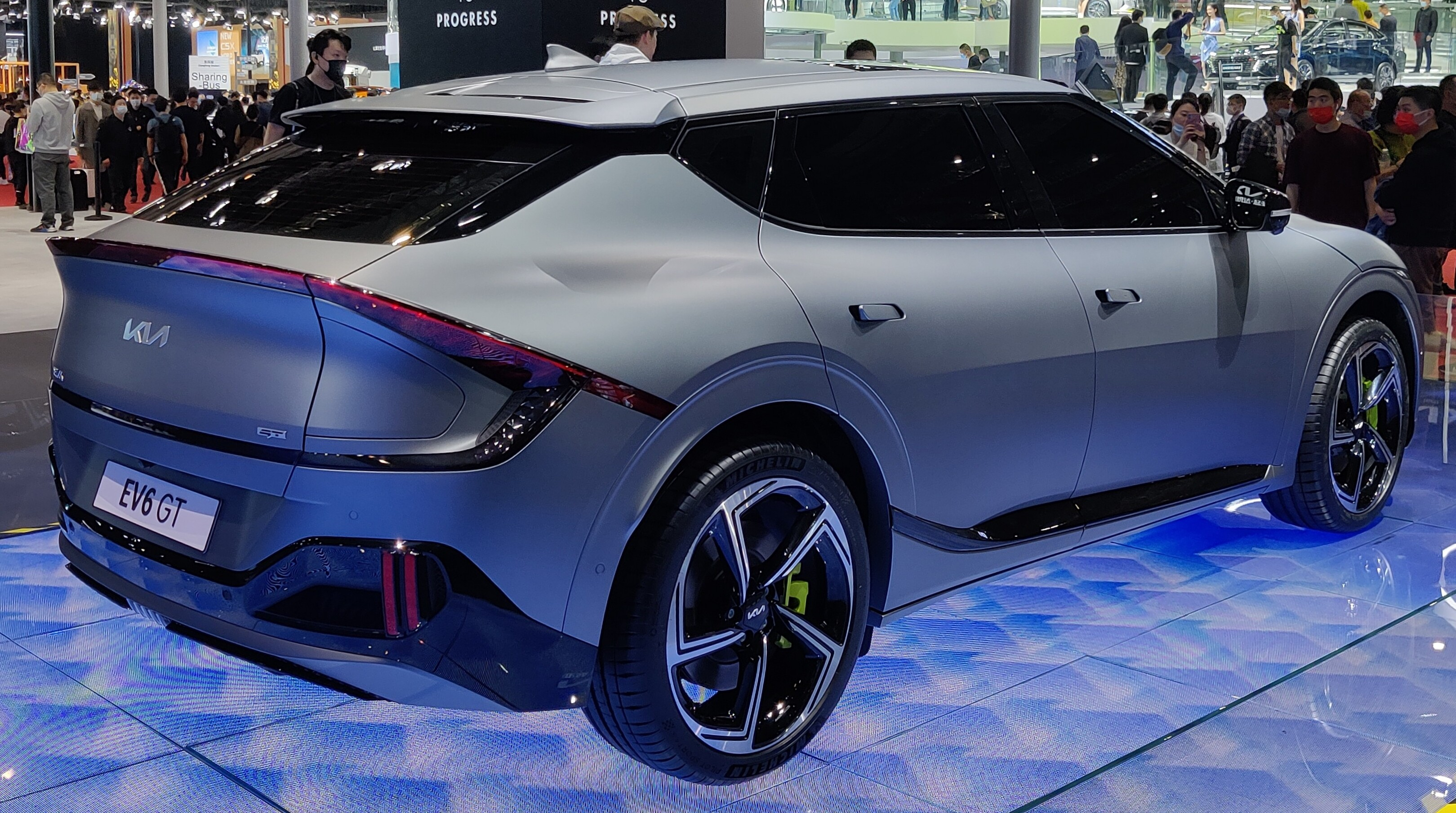
Kia EV6 GT
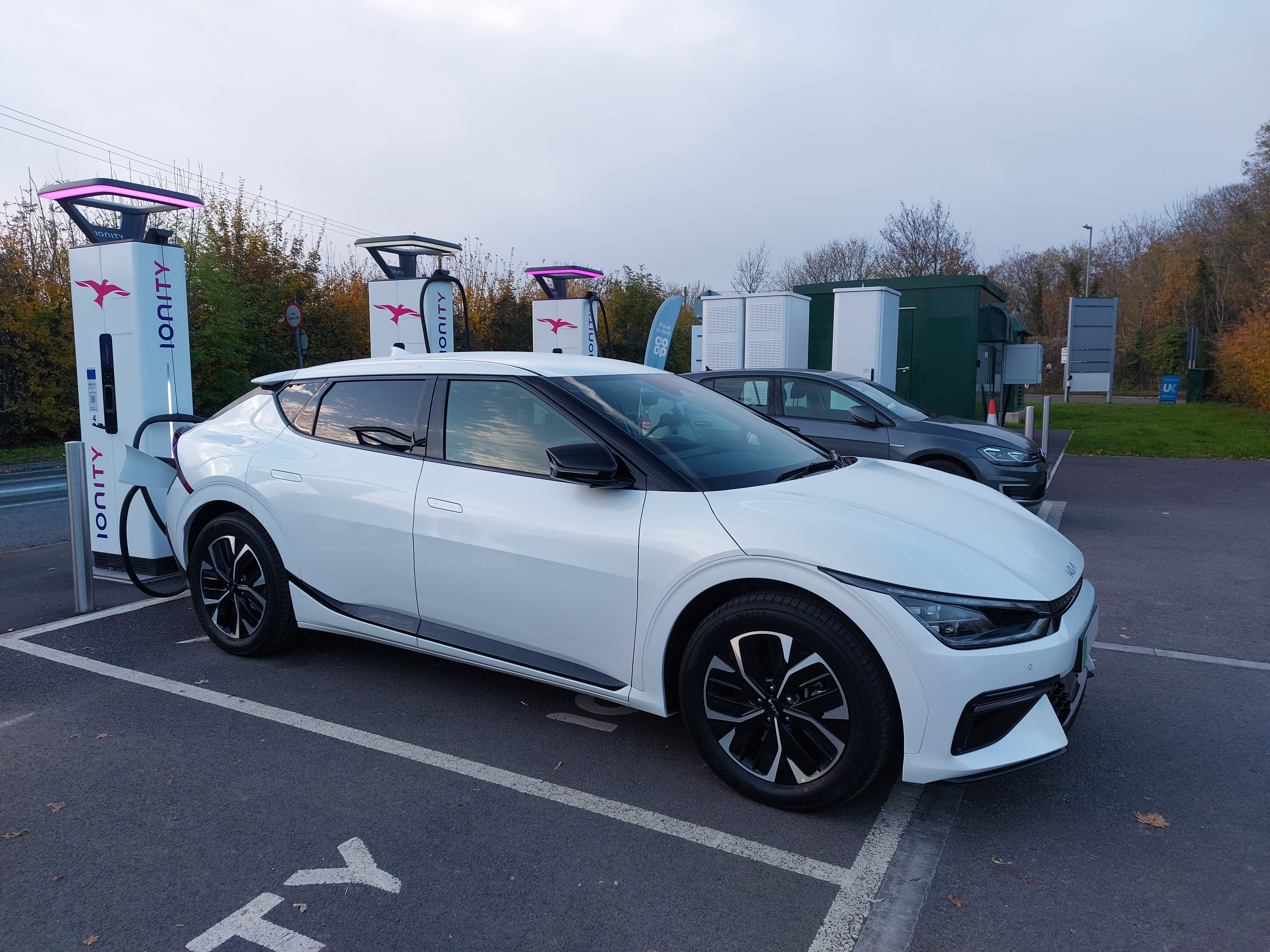
Kia EV6 на зарядке

## Модификации
| Шасси       | Ёмкость АКБ | Компоновка | Мощность                       | Крутящий момент         | 0—100 км/ч (0—62 миль/ч) | Максимальная скорость |
| ----------- | ----------- | ---------- | ------------------------------ | ----------------------- | ------------------------ | --------------------- |
| Стандартное | 58 кВт/ч    | 2WD        | 170 л. с.                      | 350 Н*м                 | 8,5 сек.                 | 185 км/ч (115 миль/ч) |
| Стандартное | 58 кВт/ч    | 4WD        | 235 л. с.                      | 605 Н*м                 |                          | 185 км/ч (115 миль/ч) |
| Удлинённое  | 77,4 кВт/ч  | 2WD        | 228 л. с. при 4600—9200 об/мин | 350 Н*м при 2600 об/мин | 7,3 сек.                 | 185 км/ч (115 миль/ч) |
| Удлинённое  | 77,4 кВт/ч  | 4WD        | 325 л. с. при 6800—9200 об/мин | 605 Н*м при 4400 об/мин | 5,2 сек.                 | 185 км/ч (115 миль/ч) |
| GT          | 77,4 кВт/ч  | 4WD        | 585 л. с. при 6800—9000 об/мин | 740 Н*м при 4200 об/мин | 3,5 сек.                 | 260 км/ч (162 миль/ч) |

## Безопасность
Автомобиль Kia EV6 прошёл тест Euro NCAP на 5 звёзд.
| Euro NCAP                    |                                                                          |
| Общий рейтинг                | 5 из 5 звёзд · 5 из 5 звёзд · 5 из 5 звёзд · 5 из 5 звёзд · 5 из 5 звёзд |
| Взрослый                     | 90%                                                                      |
| Ребёнок                      | 86%                                                                      |
| Участники дорожного движения | 64%                                                                      |
| Система безопасности         | 87%                                                                      |